# Biduanda nania
Biduanda nania är en fjärilsart som beskrevs av William Chapman Hewitson. Biduanda nania ingår i släktet Biduanda och familjen juvelvingar. Inga underarter finns listade i Catalogue of Life.